# Probolomyrmex longiscapus
Probolomyrmex longiscapus is een mierensoort uit de onderfamilie van de Proceratiinae. De wetenschappelijke naam van de soort is voor het eerst geldig gepubliceerd in 2000 door Xu & Zeng.